# 新亚历山德罗沃农村居民点
新亚历山德罗沃农村居民点（俄语：Новоалександровское сельское поселение）是俄罗斯联邦弗拉基米尔州苏兹达尔区所属的一个农村居民点。其下辖有43个居民点，行政中心为新亚历山德罗沃。据2016年统计，该农村居民点的人口为8195人。